# Kaizers Orchestra
Kaizers Orchestra är ett norskt alternativrockband som bildades år 2000 i Bergen.
Bandet slog igenom stort i Norge år 2001 och kom att bli en av Norges mest framgångsrika musikakter. De har även en publik i Europa, trots att all text och sång är på norska. Bandet var aktiva till år 2013, då de meddelade att de skulle ta en lång paus på obestämd tid. 2022 meddelade bandet att de återförenats.  

## Musikstil
I Kaizers Orchestra blandas elgitarrer och trummor med kontrabas, tramporgel, dragspel och slagverk bestående av oljefat och skrot. Sången kännetecknas av att Janove Ottesen och Geir Zahl sjunger på sin dialekt järska.   
Kaizers Orchestras texter utspelar sig ofta i ett fiktivt storyuniversum med återkommande namngivna karaktärer och sammanhängande tematik. Exempelvis utspelar sig "Ompa til du dør" (2001) i krigstid  bland motståndsrörelse och maffia, medan albumet "Maestro" (2005) kretsar kring det fiktiva sinnessjukhuset Dieter Meyers Institution, och albumtrilogin "Violeta Violeta" är en familjesaga i genren magisk realism.   
Kaizers Orchestra har blivit hyllade för sina energiska och teatraliska liveshower.  

## Historia

### Ompa til Violeta (2000 - 2013)
Kaizers Orchestra bildades av Janove Ottesen i Bergen i januari år 2000. Ottesen studerade till musiklärare och hade tillsammans med barndomsvännen Geir Zahl en bakgrund som undergroundmusiker i Stavanger. Deras band gnom hade 1998 släppt sitt enda album "Mys", som sålde 500 av 1000 tryckta exemplar. Efter albumsläppet skrev Ottesen en ny låt som hade en säregen stil och som fick ett starkt gensvar på gnoms spelningar. Låten hette "Bastard" och framfördes med oljefat som extra slagverk, och i texten nämndes den fiktiva karaktären "Mr Kaizer". När gnom upplöstes p.g.a. bristande intresse från publik och musikindustri skapades istället Kaizers Orchestra, vars stil utgick från låten "Bastard". En avgörande komponent i skapandet av Kaizers Orchestra var även en tramporgel som Ottesen hade inhandlat. 
Kaizers Orchestra släppte under 2000 en första EP med bl.a. "Bastard", och de blev ett uppmärksammat liveband och blev spelade i norsk radio. Debutalbumet Ompa til du dør släpptes av undergroundbolaget Broiler Farm i september 2001 och blev en stor succé både kritikermässigt och försäljningsmässigt, främst i Norge men även i delar av Europa som Danmark och Nederländerna. 
Bandet har sedan debuten med "Ompa til du dør" gett ut albumen "Evig pint" (2003), "Maestro" (2005), "Maskineri" (2008) och albumtrilogin "Violeta Violeta" Vol I (2011), Vol II (2011) och Vol III (2012).  
Från Maestro-turnén utgavs konsertfilmen och livealbumet "Live at Vega" (2006), och från Maskineri-turnén utgavs livealbumet "250 prosent" (2008). Från Violeta-turnén utgavs konsertfilmen "Live i Oslo Spektrum" (2011).    
2012 meddelade Kaizers Orchestra att de skulle upplösas på obestämd tid efter en avskedsturné under 2013. Avskedsturnén hade sin final i Stavanger den 14 september 2013. Konserten sändes som livestream och gavs senare ut som DVD och bluray med titeln "Siste dans" (2014). 

### Återförening (2022)
Den 26 oktober 2022 skrev bandmedlemmarna att de funnit lådor med gamla Kaizers Orchestra-tröjor som de skulle donera till återbruk. De som köpte tröjorna upptäckte att insidan försetts med en QR-kod som ledde till den nya hemsidan dinegamledagererna.no. De som öppnade hemsidan via QR-koden möttes av ett meddelande om att de var "en av 107", medan övriga som sökte upp hemsidan såg en speldosa som framförde en okänd melodi. Hemsidan erbjöd ett nyhetsbrev, och några av de som angav sina adresser fick varsin riktig speldosa hemskickad med en ny QR-kod. Detta ledde till ett nyskapat Instagram-konto som under två veckors tid publicerade kryptiska bilder och videor, tills en video slutligen publicerades med speldosan och angivelsen "7.11.1907, 19:07".
Den kryptiska marknadsföringen av detta kommande projekt ledde snabbt till att de insatta fansen spekulerade i en återförening. De diskuterande fansen påpekade även andra sammanträffanden som pekade mot en återförening: företaget som startat hemsidan och Instagram-kontot var samma företag som tidigare arbetat åt Kaizers Orchestra med den lekfulla marknadsföringen för "Violeta Violeta Vol. III"; både Janove och Geir verkade befinna sig i en paus från sina solosviter; Terje hade lagt ner sitt band Skambankt med en avskedsturné och skolan där Helge jobbat sökte en ny lärare.
Den 7 november kl 19:07 släpptes en video med namnet "Dine gamle dager er nå" via Kaizers Orchestras Instagram och YouTube-kanal som visade bandets återkomst. På sina respektive Instagram-konton publicerade bandmedlemmarna samma dag varsitt foto på sin framhängda scenklädsel. Den 9 november annonserade bandet en stor höstturné i Norge 2023. Beslutet om återföreningen hade tagits julen 2019 och turnén hade i hemlighet planerats sedan 2021. Den 16 juni 2023 släpptes bandets nya singel "Dine gamle dager er nå", som var deras första nysläppta låt på tio år. Vintern 2024 följde en klubbturné i Europa.  

## Medlemmar
Senaste medlemmar
- Janove Ottesen ("Jackal Kaizer") – sång, gitarr, piano, tramporgel, oljefat (1999–)
- Geir Zahl ("Hellraizer Kaizer") – gitarr, sång, oljefat (1999–)
- Terje Winterstø Røthing (f. Terje Vinterstø aka "Killmaster Kaizer") – gitarr, slagverk (2000–)
- Rune Solheim ("Mink Kaizer") – trummor (1999–)
- Helge Risa ("Omen Kaizer") – orgel, piano (1999–)
- Øyvind Storesund ("Thunder Kaizer") – kontrabas (2003–)

Tidigare medlemmar
- Jon Sjøen ("Lion King Kaizer") – kontrabas (1999–2003)

## Diskografi
Studioalbum
- 2001 – Ompa til du dør
- 2003 – Evig Pint
- 2005 – Maestro
- 2008 – Maskineri
- 2009 – Våre Demoner
- 2011 – Violeta, Violeta Vol. 1
- 2011 – Violeta, Violeta Vol. 2
- 2012 – Violeta, Violeta Vol. 3

Livealbum
- 2006 – Live at Vega
- 2008 – 250 Prosent
- 2011 – Live i Oslo Spektrum

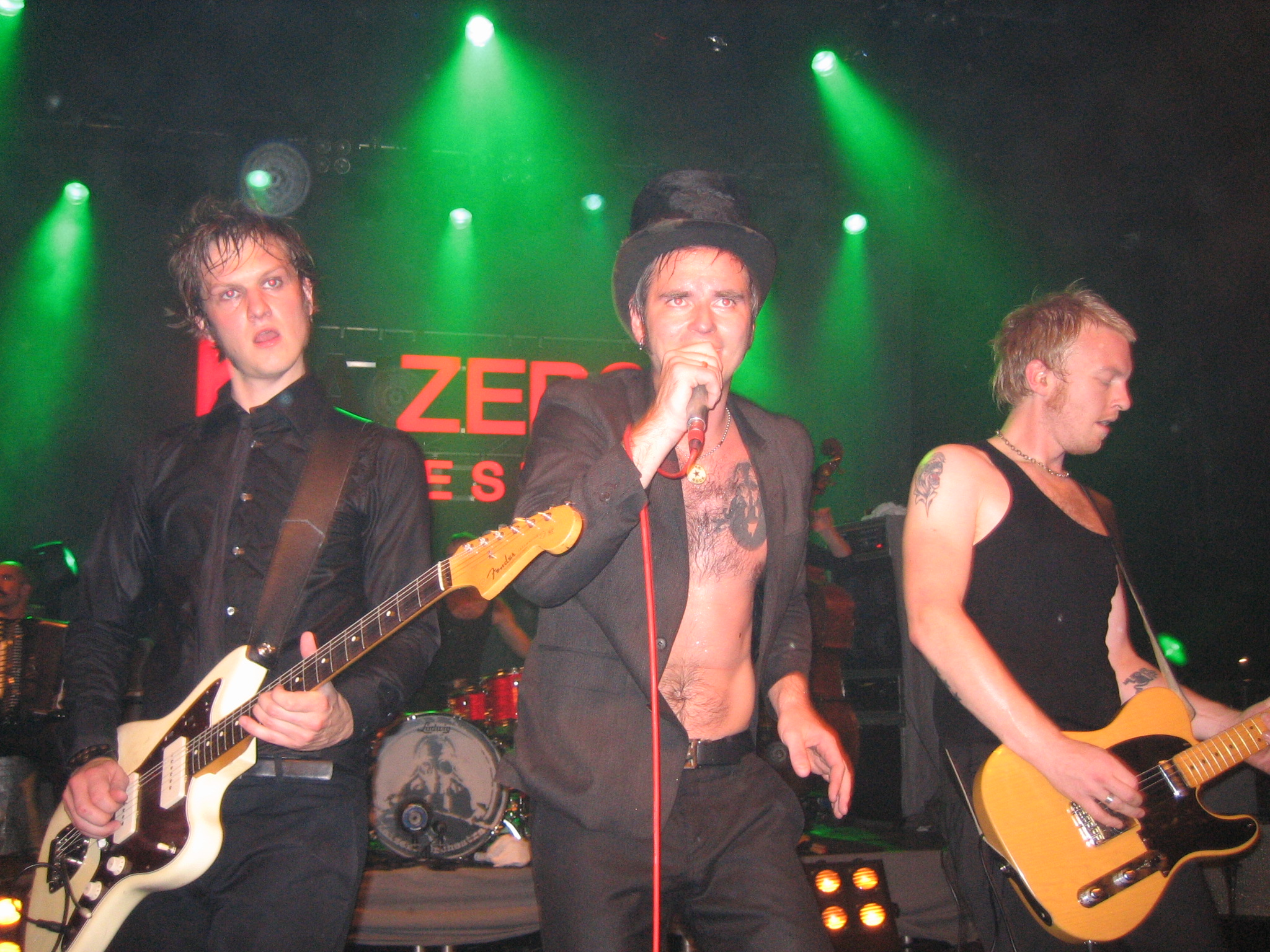
Kaizers Orchestra under en konsert i Vega, København 6 oktober 2005. Från vänster: Geir Zahl, Janove Ottesen, och Terje Vinterstø.

- 2013 – Live from the Norwegian Opera House

EP-skivor
- 2000 – Gul EP
- 2002 – Død Manns Tango
- 2002 – Mann Mot Mann
- 2004 – The Gypsy Finale (live)
- 2005 – Maestro EP
- 2011 – En for orgelet, en for meg

Singlar
- 2002 – "Di grind"
- 2002 – "Kontroll På Kontinentet"
- 2005 – "Knekker deg til sist"
- 2005 – "Maestro"
- 2005 – "Christiania"
- 2006 – "Blitzregn baby (Live)"
- 2007 – "Enden av november"
- 2008 – "Apokalyps meg" / "Du og meg Lou, og din fru"
- 2009 – "Die Polizei"
- 2009 – "Prosessen"
- 2010 – "Philemon Arthur & the Dung"
- 2010 – "Hjerteknuser"
- 2010 – "En for orgelet, en for meg"
- 2011 – "Diamant til kull"
- 2011 – "Tusen dråper regn"
- 2011 – "Drøm videre Violeta"
- 2012 – "Aldri vodka, Violeta"
- 2012 – "Siste dans"
- 2013 – "Stjerner i posisjon"
- 2023 - "Dine Gamle Dager Er Nå"
- 2023 - "Kaleidoskophimmel"

## Priser och utmärkelser
- 2001 – Spellemannprisen i klassen "Rock" för albumet Ompa til du dør [4]
- 2001 – Spellemannprisen i klassen "Årets nykommer" for Ompa til du dør [4]
- 2002 – Spellemannprisen i klassen "Musikkvideo", till låten "Mann mot mann"[4]
- 2002 – Alarmprisen i klassen "Rock"[5]
- 2002 – Alarmprisen i klassen "Beste liveband"[5]
- 2003 – Spellemannprisen i klassen "Musikkvideo", till låten "Evig pint"[4]
- 2010 – Spellemannprisen i klassen "Årets musikkvideo" till låten "Hjerteknuser"[4]
- 2011 – Spellemannprisen i klassen "Rock" för albumet Violeta, Violeta Vol. 1" [4]
- 2012 – Spellemannprisen i klassen "Årets spellemann"[4]
- 2012 – Norsk Artistforbunds Ærespris[6]
- 2013 – Gammleng-prisen i klassen "Pop/Rock"[7]